# Batman: Arkham Origins Blackgate
Batman: Arkham Origins Blackgate est un jeu vidéo d'action-aventure développé par Armature Studio, édité par Warner Bros. Interactive Entertainment le 25 octobre 2013 sur Nintendo 3DS et PlayStation Vita. Le jeu se situe trois mois après les événements de Batman: Arkham Origins.
Une édition Deluxe est sortie sur le Wii U eShop, le PlayStation Network, Microsoft Windows et sur Xbox Live Arcade en avril 2014.

## Trame

### Personnages
| Liste de personnages jouables |
| --- |
| - Batman - Capitaine James Gordon - Catwoman - Black Mask - Pingouin - Joker - Deadshot - Bronze Tiger - Solomon Grundy - Bane - Amanda Waller |

## Accueil
- Jeuxvideo.com : 13/20 (PSV/3DS)[1] - 11/20 (PC/PS3/X360)[2]